# Blått hål

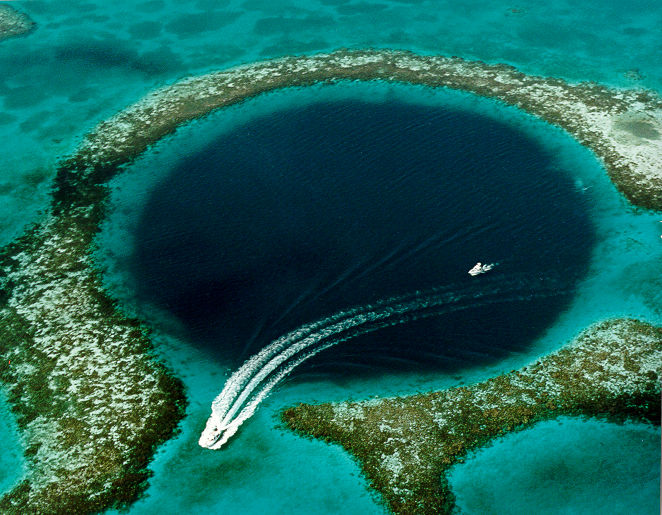
Great Blue Hole i Belize barriärrev.

Ett blått hål är ett djup hål i ett grunt hav med kalkbotten. Ett sådant hål är vanligen en dolin i ett karstområde. Det bildades under någon av istiderna, när havsnivåerna i områden som inte nedisats var mycket lägre än i dag, så det aktuella området då var land. När regnvatten under tusentals år löste upp kalken bildades tunnlar och grottor i underjorden, som sedan störtade in och bildade försänkningar (doliner). När sedan havsnivån steg igen och nådde dessa doliner, fylldes de med havsvatten.
Ett känt blått hål är det cirkelrunda Great Blue Hole i Belize barriärrev, som har en diameter på 300 meter och är 124 meter djupt. Dean's Blue Hole i en vik på Long Island, Bahamas, är världens djupaste blåa hål med sina 202 meter.